# Tryblidiidae
Tryblidiidae, izumrla porodica mekušaca klasificirana u natporodicu Tryblidioidea, red Tryblidiida. Obuhvaća rodove Tryblidium (Lindström, 1880.) iz ordovicija silurija; Helcionopsis (Ulrich & Scofield, 1897); Pentalina (Horný, 1961); Pilina; i možda Drahomira (vrste: Drahomira barrandei, Drahomira glaseri, Drahomira kriziana, Drahomira rugata).
Kao podtakse neki izvori navode: Archaeophialinae, Archinacellina, Bipulvina, Drahomira, Drahomirinae, Kotysium, Litavina, Neopilininae, Peelipilina, Pentalina, Pilinopsis, Pragamira, Proplina, Proplininae, Retipilina, Tryblidiinae, Tryblidium, Undicornu.